# 미르체아 엘리아데
미르체아 엘리아데(루마니아어: Mircea Eliade, 1907년 3월 9일~1986년 4월 22일)는 루마니아의 종교사학자, 저술가이다. 

## 생애
루마니아 부쿠레슈티에서 태어났다. 그는 8개 언어(루마니아어, 프랑스어, 독일어, 이탈리아어, 영어, 히브리어, 페르시아어, 산스크리트어)를 유창하게 말할 수 있었다. 
부쿠레슈티 대학교에서 이탈리아의 철학을 주제로 석사 학위를 받았다. 이후 영국령 인도로 건너가 캘커타 대학교에서 3년 동안 인도 철학을 공부했다. 이후 1933년에 다시 루마니아로 돌아와 부쿠레슈티 대학교에서 요가를 주제로 박사 학위를 받았다.
이후 모교인 부쿠레슈티 대학교에서 종교학 교수를 지냈고 1945년에 프랑스 소르본 대학교에서 객원 교수를 지냈다. 1956년에는 미국으로 건너가 시카고 대학교에서 종교의 철학과 역사에 대한 교수를 하였다.

## 평가
종교사에 대한 그의 작업 가운데, 샤머니즘과 요가, 우주적 신화에 대한 글이 주로 평가받고 있다. 대한민국의 종교학자인 이길용은 엘리아데에 대해서 어렵고, 골치 아프고, 고민스러운 학문의 내용을 수려한 문학적 상상력에 담아 너무도 깔끔하게 표현해내곤 했던 감수성 풍부한 예술가적 학자라고 평가하였다.

## 작품목록

### 한글로 번역된 책들
- 신화와 현실, 이은봉 옮김, 한길사
- 미로의 시련 - 엘리아데 입문, 김종서 옮김, 북코리아
- 영원회귀의 신화, 심재중 옮김, 이학사
- 대장장이와 연금술사, 이재실 옮김, 문학동네
- 성과 속, 이은봉 옮김, 한길사
- 종교형태론, 한길사
- 샤머니즘, 까치
- 세계종교사상사, 이학사 ISBN 89-87350-26-6
- 만툴리사 거리, 한국학술정보 eBook 보관됨 2006-02-06 - 웨이백 머신
- 종교사 개론, 이재실 옮김, 까치

## 같이 보기
- 성현 (종교)